# Añe
Añe é um município da Espanha na província de Segóvia, comunidade autónoma de Castela e Leão, de área 11,62 km² com população de 1112 habitantes (2007) e densidade populacional de 95,7 hab./km².

## Demografia
| Variação demográfica do município entre 1991 e 2004 | Variação demográfica do município entre 1991 e 2004 | Variação demográfica do município entre 1991 e 2004 | Variação demográfica do município entre 1991 e 2004 |
| --------------------------------------------------- | --------------------------------------------------- | --------------------------------------------------- | --------------------------------------------------- |
| 1991                                                | 1996                                                | 2001                                                | 2004                                                |
| 133                                                 | 127                                                 | 126                                                 | 126                                                 |